# Кирьямо
Кирья́мо (фин. Kirjamo) — деревня в Усть–Лужском сельском поселении Кингисеппского района Ленинградской области России.

## История
Впервые упоминается в писцовых книгах Шелонской пятины от 1571 года как деревня Захонье Кирьяново — ½ обжи в Ямском Окологородье.
Согласно шведским «Балтийским писцовым книгам» (Baltiska Fogderäkenskaper) деревня носила названия: Kÿrina (1582), Kÿrÿma (1584—1586), Kÿriama (1589).
Затем как деревня Keriama by — 2 обжи, упоминается в шведских писцовых книгах 1618—1623 годов.
На карте Ингерманландии А. И. Бергенгейма, составленной по шведским материалам 1676 года, она обозначена как деревня Kyriam.
На шведской «Генеральной карте провинции Ингерманландии» 1704 года — как Kÿriam.
Она же на «Географическом чертеже Ижорской земли» Адриана Шонбека 1705 года упоминается как деревня Кириам.
На карте Санкт-Петербургской губернии Я. Ф. Шмидта 1770 года — как деревня Кирьям.
На карте Санкт-Петербургской губернии Ф. Ф. Шуберта 1834 года она обозначена как деревня Киргемя.

КИРЬЯМЯ — деревня принадлежит коллежскому асессору Митрофанову, число жителей по ревизии: 38 м. п., 34 ж. п. (1838 год)

На этнографической карте Санкт-Петербургской губернии П. И. Кёппена 1849 года она обозначена как деревня «Kirjomaa», расположенная в ареале расселения савакотов. В пояснительном тексте к этнографической карте она записана как деревня Kirjomo (Кирьома) и указано количество её жителей на 1848 год: савакотов — 43 м. п., 40 ж. п., всего 83 человека.
Согласно карте профессора С. С. Куторги 1852 года деревня называлась Киргемя.

КИРЬЯМА — деревня полковника Биппена, по просёлочной дороге, число дворов — 12, число душ — 45 м. п. (1856 год)

КИРЬЯМО — деревня, число жителей по X-ой ревизии 1857 года: 49 м. п., 37 ж. п., всего 86 чел.

КИРЬЯМА — мыза владельческая при колодцах, число дворов — 1, число жителей: 1 м. п., 7 ж. п.

КИРЬЯМА (КИРГЕМЯ) — деревня владельческая при колодцах, число дворов — 15, число жителей: 48 м. п., 39 ж. п.  (1862 год)

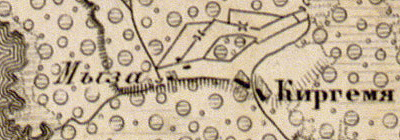
Деревня Кирьямо на карте 1863 года

Согласно карте из «Исторического атласа Санкт-Петербургской Губернии» 1863 года деревня называлась Киргемя, к западу от неё располагалась мыза.
В 1867 году временнообязанные крестьяне деревни Курьям выкупили свои земельные наделы у баронессы К. К. де Боде и стали собственниками земли.

КИРЬЯМО — деревня, по земской переписи 1882 года: семей — 22, в них 67 м. п., 68 ж. п., всего 135 чел.

Согласно материалам по статистике народного хозяйства Ямбургского уезда 1887 года имение при селении Кирьямо площадью 38 десятин принадлежало швейцарскому подданному И. М. Лейцлигеру, имение было приобретено в 1878 году за 684 рубля.
После 1896 года в деревне открылся финско-эстонский молитвенный дом лютеранского прихода Косёмкина (Нарвуси). Закрыт в 1930-е годы.

КИРЬЯМО — деревня, число хозяйств по земской переписи 1899 года — 31, число жителей: 113 м. п., 111 ж. п., всего 224 чел.
 разряд крестьян: бывшие владельческие, народность: финская — 213 чел., смешанная — 11 чел.

В конце XIX — начале XX века деревня административно относилась Наровской волости 2-го стана Ямбургского уезда Санкт-Петербургской губернии. По приходским данным население деревни было исключительно финским.
По данным «Памятной книжки Санкт-Петербургской губернии» за 1905 год мыза Кирьямо с отрезом земли от деревни Струпово площадью 234 десятины принадлежала «Обществу крестьян деревни Кирьямо».
В 1909 году в деревне открылась земская школа. Преподавал в ней, сдавший учительский экзамен «Алекс. Юллё».
С 1917 по 1924 год деревня Кирьямо входила в состав Кирьямского сельсовета Нарвской волости Кингисеппского уезда.
С 1924 года в составе Конновского сельсовета.
С 1926 года вновь в составе Кирьямского сельсовета. Согласно данным переписи населения СССР 1926 года в деревне Кирьямо проживали 311 человек — все финны.
С 1927 года в составе Котельского района.
С 1928 года вновь в составе Конновского сельсовета. В 1928 году население деревни Кирьямо также составляло 311 человек.

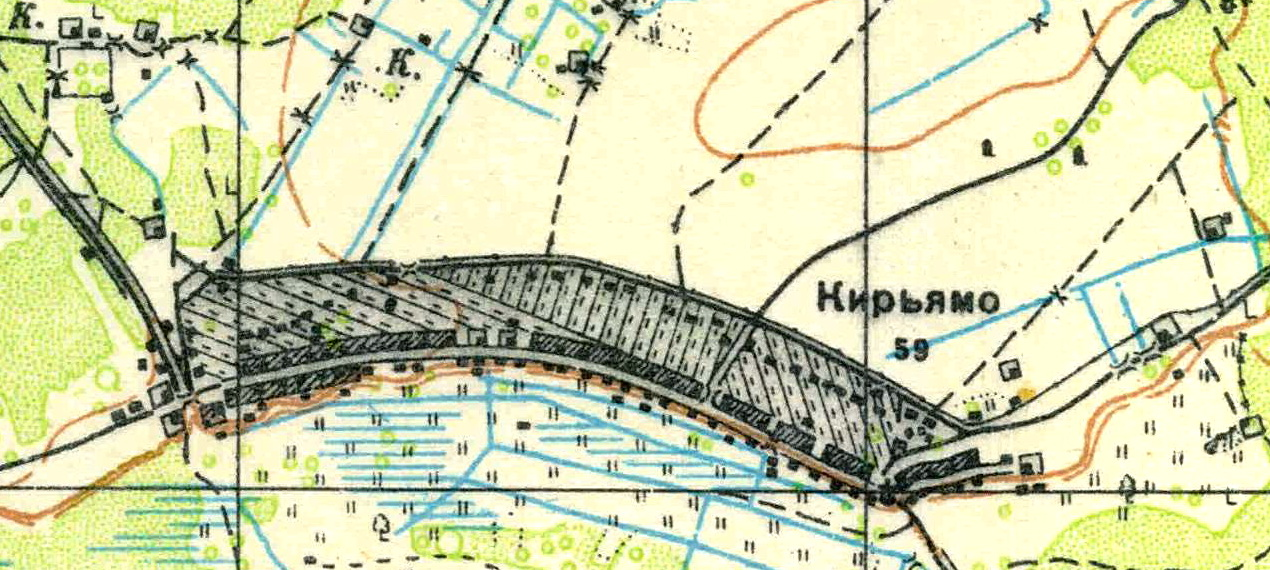
План деревни Кирьямо. 1930 год

Согласно топографической карте 1930 года деревня насчитывала 59 дворов.
По данным 1933 года деревня Кирьямо входила в состав Конновского сельсовета Кингисеппского района.
C 1 августа 1941 года по 31 января 1944 года деревня находилась в оккупации.
В 1958 году население деревни Кирьямо составляло 147 человек.
По данным 1966 и 1973 годов деревня Кирьямо также находилась в составе Конновского сельсовета и являлась его административным центром.
По данным 1990 года деревня Кирьямо входила в состав Усть-Лужского сельсовета Кингисеппского района.
В 1997 году в деревне проживали 24 человека, в 2002 году также 24 человека (русские — 50 %, финны — 38 %), в 2007 году — 13.

## География
Деревня расположена в северо-западной части района на автодороге 41К-109 (Лужицы — Первое Мая).
Расстояние до административного центра поселения — 11 км. Расстояние до районного центра — 58 км.
Расстояние до ближайшей железнодорожной станции Усть-Луга — 19 км.
Деревня находится в юго–западной части Кургальского полуострова, близ Нарвского залива. Ближайшие населённые пункты: деревня Гакково на северо–западе и посёлок Преображенка на востоке.

## Демография
| 1862 | 2007 | 2010 | 2017 |
| ---- | ---- | ---- | ---- |
| 87   | ↘13  | ↘11  | ↘9   |

### Национальный состав
Согласно данным Всероссийской переписи населения 2021 года в деревне проживали 20 человек, все русские.

## Фото

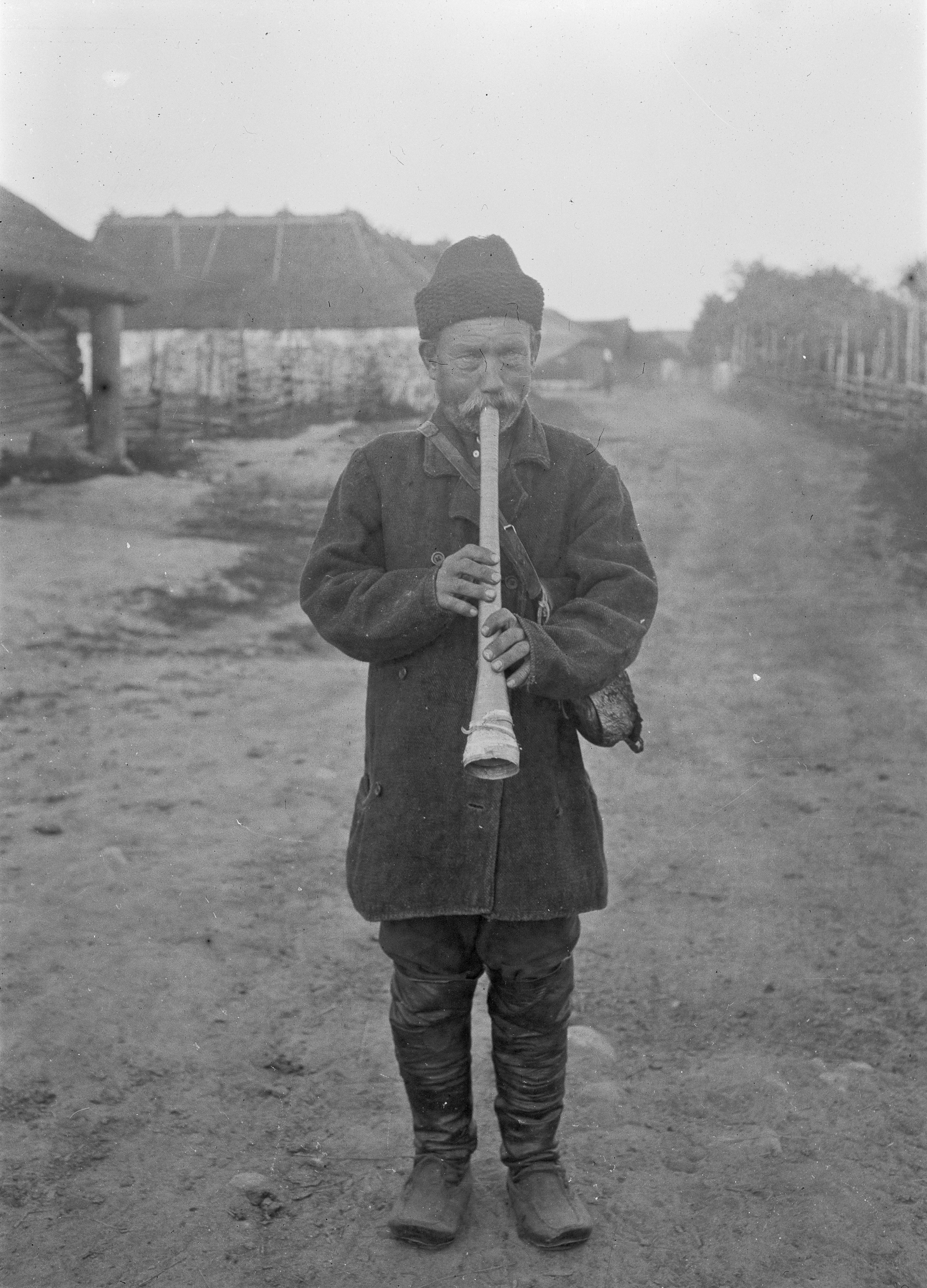
Пастух Юхан Муурахайнен. Деревня Кирьямо. 1914 год

## Известные уроженцы
- Стюф, Вальтер Иванович (род. 3.5.1927) — писатель, заслуженный работник культуры РСФСР[42]